# مبادرة المواطن من أجل التنمية
مبادرة المواطن من أجل التنمية (بالفرنسية: Initiative citoyenne pour le développement)‏ يعرف اختصارًا بـ (ICD) هو حزب سياسي مغربي سابق أنشأه محمد بنحمو. أسس عام 2002. اندمج في عام 2008 مع أربعة أحزاب سياسية أخرى لإنشاء حزب الأصالة والمعاصرة (PAM).

## التاريخ
أسس الحزب في 30 مارس 2002 في الرباط . عقد مؤتمرًا استثنائيًا يوم 5 أبريل 2003.
فاز الحزب في الانتخابات البرلمانية التي أجريت في 7 سبتمبر 2007 بمقعد واحد من 325 مقعدًا. حل الحزب وأندمج مع حزب العهد والحزب الوطني الديمقراطي ورابطة الحريات وحزب البيئة والتنمية ليشكل حزب الأصالة والمعاصرة في عام 2008.